# Bangbayang (Cipaku)
Bangbayang is een bestuurslaag in het regentschap Ciamis van de provincie West-Java, Indonesië. Bangbayang telt 4440 inwoners (volkstelling 2010).